# Eremobates carolinianus
Espèce
Synonymes
- Datames carolinianus Kraepelin, 1899

Eremobates carolinianus est une espèce de solifuges de la famille des Eremobatidae.

## Distribution
Cette espèce est endémique des États-Unis. Son origine précise est incertaine.

## Description
La femelle holotype mesure 16 mm.

## Publication originale
- Kraepelin, 1899 : Zur Systematik der Solifugen. Mitteilungen aus dem Naturhistorischen Museum in Hamburg, vol. 16, p. 195–259 (texte intégral).